# Церква Різдва святого Івана Хрестителя (Тютьків)
Церква Різдва святого Івана Хрестителя в Тютькові — парафія і храм греко-католицької громади Зарваницького деканату Тернопільсько-Зборівської архієпархії Української греко-католицької церкви в селі Тютьків Тернопільського району Тернопільської области.

## Історія церкви
Парафія була фактично утворена у 1991 році, а її статут зареєстрували у 1993 році. Храм розташований у приміщенні колишнього римо-католицького костелу, зведеного у 1911 році. Перебудова відбулася завдяки пожертвам громади села. Іконостас для церкви подарували з с. Постолівка Чортківського району.
Парафія в лоні УГКЦ існувала до 1946 року, після чого перейшла в московське православ'я. На початку 1990-х років громада села розділилася на дві конфесії: УАПЦ та УГКЦ. Храм належить парафії з 1993 року, а освятив його єпископ Михаїл Сабрига у 1995 році. 6 травня 2013 року з єпископською візитацією приїжджав архиєпископ і митрополит Тернопільсько-Зборівський Василій Семенюк.
При парафії діють: Вівтарна дружина, спільнота «Матері в молитві», а також братства «Живої Вервиці» та Параманне. На території церкви немає хрестів чи фігур парафіяльного значення. У власності громади є парафіяльний будинок, який знаходиться в с. Дарахів.

## Парохи
- о. Юліан Барановський,
- о. Микола Фесюк,
- о. Мирослав Гладяк,
- о. Методій Бучинський (1994—1995),
- о. Степан Гадай (1995—2009),
- о. Віталій Бухта (з 2009).